# Вудвил (Тексас)
Вудвил (енгл. Woodville) град је у америчкој савезној држави Тексас. По попису становништва из 2010. у њему је живело 2.586 становника.

## Демографија
Према попису становништва из 2010. у граду је живело 2.586 становника, што је 171 (7,1%) становника више него 2000. године.
| Група             | 2000.         | 2010.         |
| Белци             | 1.567 (64,9%) | 1.726 (66,7%) |
| Афроамериканци    | 768 (31,8%)   | 685 (26,5%)   |
| Азијати           | 18 (0,7%)     | 16 (0,6%)     |
| Хиспаноамериканци | 35 (1,4%)     | 114 (4,4%)    |
| Укупно            | 2.415         | 2.586         |